# Педра-Гранди
Педра-Гранди (порт. Pedra Grande) — муниципалитет в Бразилии, входит в штат Риу-Гранди-ду-Норти. Составная часть мезорегиона Восток штата Риу-Гранди-ду-Норти. Входит в экономико-статистический микрорегион Литорал-Нордести. Население составляет 4407 человек на 2006 год. Занимает площадь 221,429 км². Плотность населения — 19,9 чел./км².

## Статистика
- Валовой внутренний продукт на 2003 год составляет 10 971 532,00 реалов (данные: Бразильский институт географии и статистики).
- Валовой внутренний продукт на душу населения на 2003 год составляет 2594,97 реалов (данные: Бразильский институт географии и статистики).
- Индекс развития человеческого потенциала на 2000 год составляет 0,587 (данные: Программа развития ООН).

## География
Климат местности — тропический.